# Даніелла Джефлі
Даніелла Джефлі (англ. Daniella Jeflea; нар. 12 січня 1987) — колишня австралійська тенісистка.
Найвищу одиночну позицію світового рейтингу — 324 місце досягла 3 жовтня 2005, парну — 127 місце — 10 жовтня 2011 року.
Здобула 1 одиночний та 10 парних титулів.

## Фінали ITF

### Одиночний розряд: 2 (1–1)
| турніри $100,000 |
| турніри $75,000  |
| турніри $50,000  |
| турніри $25,000  |
| турніри $10,000  |

| Результат | Ранг | Дата           | Турнір                          | Покриття | Суперниця       | Рахунок       |
| --------- | ---- | -------------- | ------------------------------- | -------- | --------------- | ------------- |
| Поразка   | 1.   | 6 березня 2005 | Воррнамбул, Австралія           | Трава    | Марина Еракович | 3–6, 6–4, 4–6 |
| Перемога  | 2.   | 28 серпня 2006 | Гладстон (Квінсленд), Австралія | Тверде   | Емілі Г'юсон    | 6–4, 6–3      |

### Парний розряд: 20 (10–10)
| турніри $100,000 |
| турніри $75,000  |
| турніри $50,000  |
| турніри $25,000  |
| турніри $10,000  |

| Результат | Ранг | Дата              | Турнір                                  | Покриття | Партнерка        | Суперниці                           | Рахунок          |
| --------- | ---- | ----------------- | --------------------------------------- | -------- | ---------------- | ----------------------------------- | ---------------- |
| Перемога  | 1.   | 25 листопада 2002 | Маунт-Гамбір, Австралія                 | Тверде   | Еві Домінікович  | Джейн О'Доног'ю Шанелль Схеперс     | w/o              |
| Перемога  | 2.   | 24 вересня 2004   | Канберра, Австралія                     | Ґрунт    | Еві Домінікович  | Мірейлл Діттманн Сінді Вотсон       | 6–3, 6–1         |
| Перемога  | 3.   | 11 жовтня 2004    | Маккай (Квінсленд), Австралія           | Тверде   | Еві Домінікович  | Монік Адамчак Ніколь Кріз           | w/o              |
| Перемога  | 4.   | 18 жовтня 2004    | Рокгемптон, Австралія                   | Тверде   | Еві Домінікович  | Кейсі Деллаква Ніколь Сьюелл        | 7–5, 6–2         |
| Поразка   | 1.   | 8 листопада 2004  | Порт-Пірі, Австралія                    | Тверде   | Еві Домінікович  | Кейсі Деллаква Суніта Рао           | 6–4, 3–6, 6–7    |
| Поразка   | 2.   | 15 листопада 2004 | Нуріоотпа, Австралія                    | Тверде   | Еві Домінікович  | Чо Юн Чон Kim Jin-hee               | 5–7, 2–6         |
| Поразка   | 3.   | 12 червня 2005    | Градо, Італія                           | Ґрунт    | Дар'я Кустова    | Марія Кондратьєва Тетяна Уварова    | 1–6, 6–3, 5–7    |
| Перемога  | 5.   | 24 вересня 2005   | Маккай, Австралія                       | Тверде   | Кейсі Деллаква   | Монік Адамчак Олівія Лукашевич      | 7–6, 7–6         |
| Перемога  | 6.   | 1 жовтня 2005     | Рокгемптон, Австралія                   | Тверде   | Кейсі Деллаква   | Беті Секуловскі Александра Срндович | 6–4, 6–2         |
| Перемога  | 7.   | 15 жовтня 2005    | Лайнем, Австралія                       | Ґрунт    | Кейсі Деллаква   | Елісон Бай Дженні Свіфт             | 6–4, 6–3         |
| Перемога  | 8.   | 28 серпня 2006    | Гладстон, Австралія                     | Тверде   | Шейна Макдауелл  | Рені Лампрет Jenny Swift            | 4–6, 6–4, 6–4    |
| Поразка   | 4.   | 9 жовтня 2006     | Мельбурн, Австралія                     | Тверде   | Еві Домінікович  | Кейсі Деллаква Суніта Рао           | 3–6, 2–6         |
| Поразка   | 5.   | 12 листопада 2006 | Маунт-Гамбір, Австралія                 | Тверде   | Софі Фергюсон    | Наталі Грандін Крістіна Вілер       | 4–6, 6–4, 4–6    |
| Поразка   | 6.   | 9 листопада 2007  | Порт-Пірі, Австралія                    | Тверде   | Емілі Г'юсон     | Сара Борвелл Кортні Негл            | 2–6, 2–6         |
| Поразка   | 7.   | 17 жовтня 2010    | Маунт-Гамбір, Австралія                 | Тверде   | Сандра Заневська | Елісон Бай Ана-Клара Дуарте         | w/o              |
| Перемога  | 9.   | 7 листопада 2010  | Калгурлі, Австралія                     | Тверде   | Джессіка Мор     | Тімеа Бабош Моніка Вейнерт          | 6–4, 2–6, [10–6] |
| Перемога  | 10.  | 12 листопада 2010 | Есперанс (Західна Австралія), Австралія | Тверде   | Джессіка Мур     | Окадауе Тіакі Тедзука Ремі          | 7–6(7–5), 6–3    |
| Поразка   | 8.   | 10 квітня 2011    | Бандаберг, Австралія                    | Ґрунт    | Сандра Заневська | Кейсі Деллаква Олівія Роговська     | 5–7, 4–6         |
| Поразка   | 9.   | 28 травня 2011    | Газіантеп, Туреччина                    | Тверде   | Меліс Сезер      | Ані Амірагян Башак Ерайдин          | 2–6, 3–6         |
| Поразка   | 10.  | 18 червня 2011    | Стамбул, Туреччина                      | Тверде   | Меліс Сезер      | Марта Домаховська Теодора Мирчич    | 4–6, 2–6         |